# Kathedraal van de Ontslapenis van de Moeder Gods (Jaroslavl)
De Kathedraal van de Ontslapenis van de Moeder Gods (Russisch: Успенский собор) is een Russisch-orthodoxe kathedraal in de Russische stad Jaroslavl. De kathedraal werd gebouwd op de rechteroever van de Wolga in de jaren 1215-1219. Aan de eeuwenlange aanwezigheid van een kerk op de plek kwam een einde toen in 1937 de bolsjewieken de kathedraal opbliezen. Echter in 2004 herrees de kathedraal op initiatief van de Russische zakenman en filantroop Viktor Tyrysjkin.

## Externe links

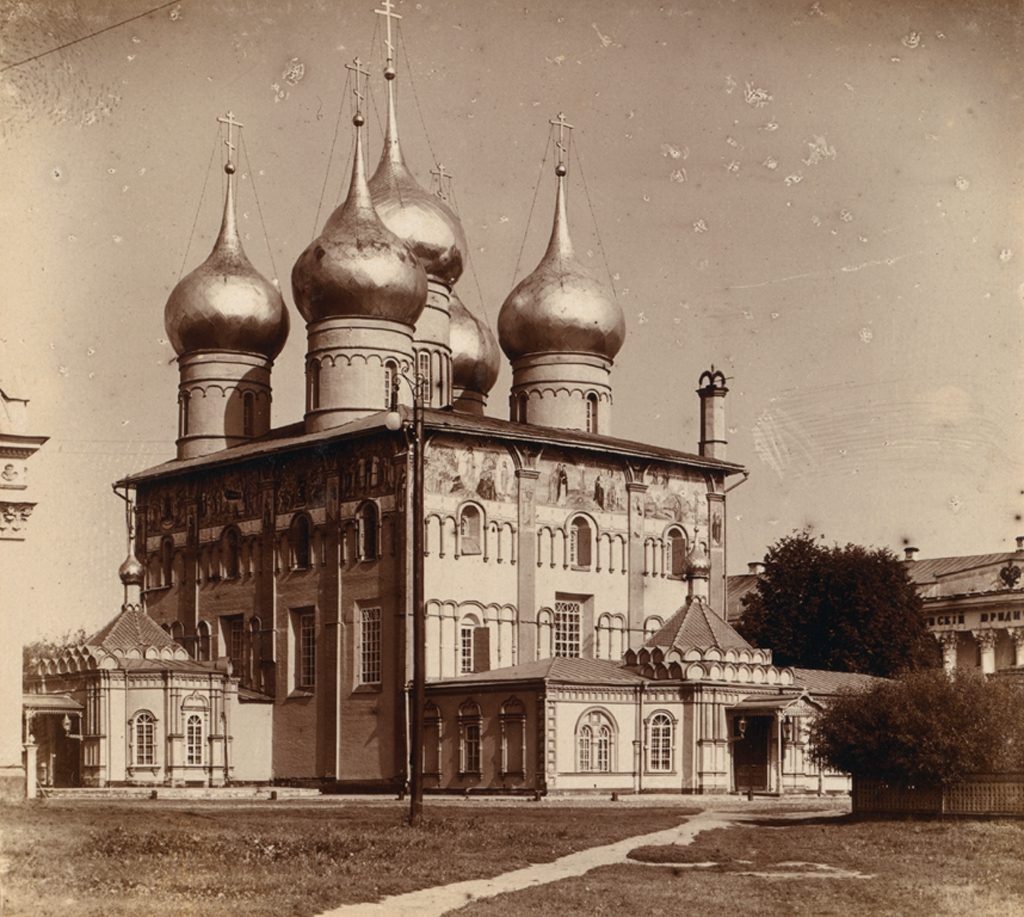
Foto van de kathedraal 1910
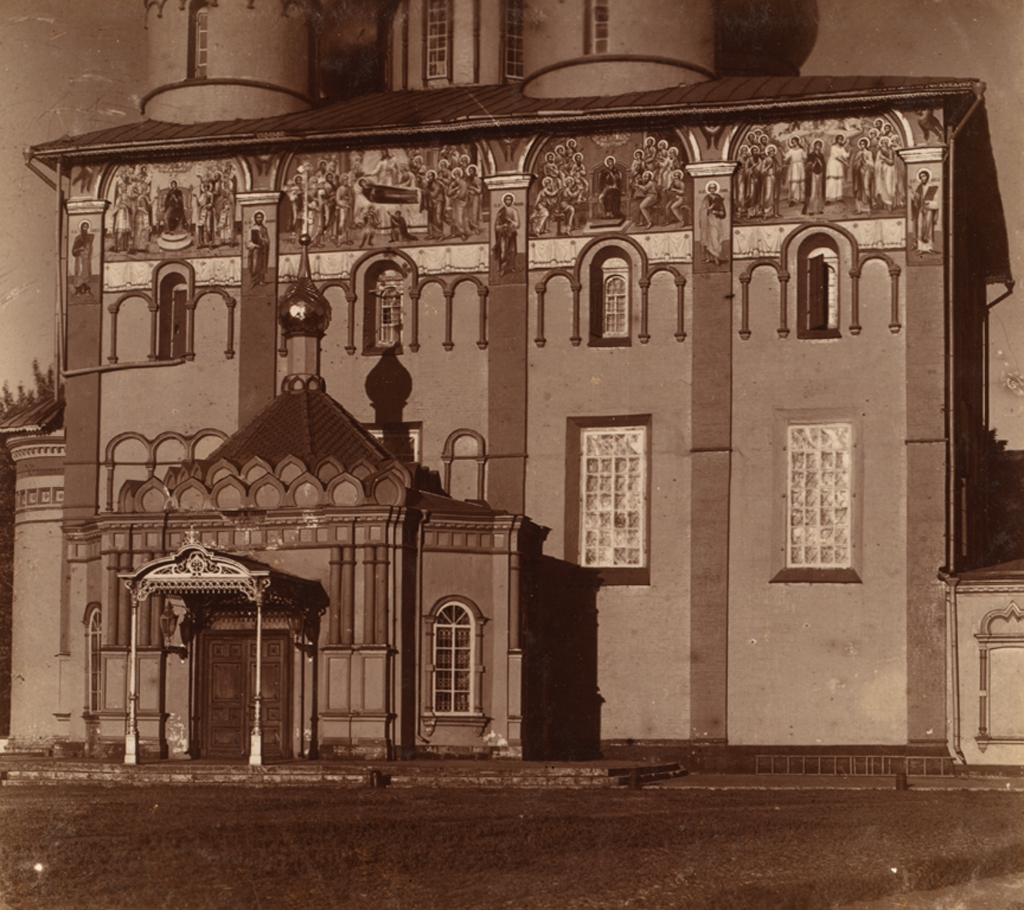
Foto 1910
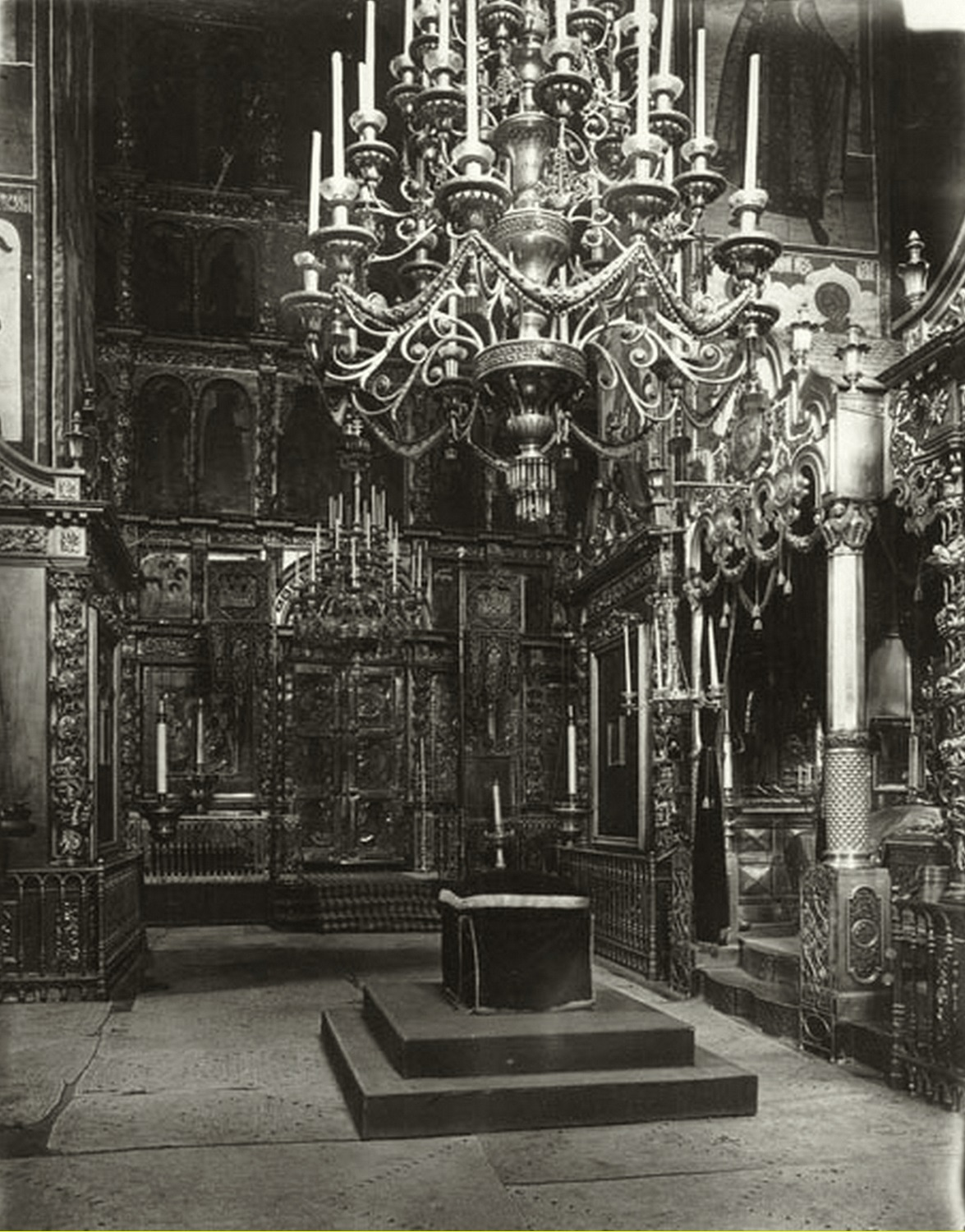
Interieur 1881
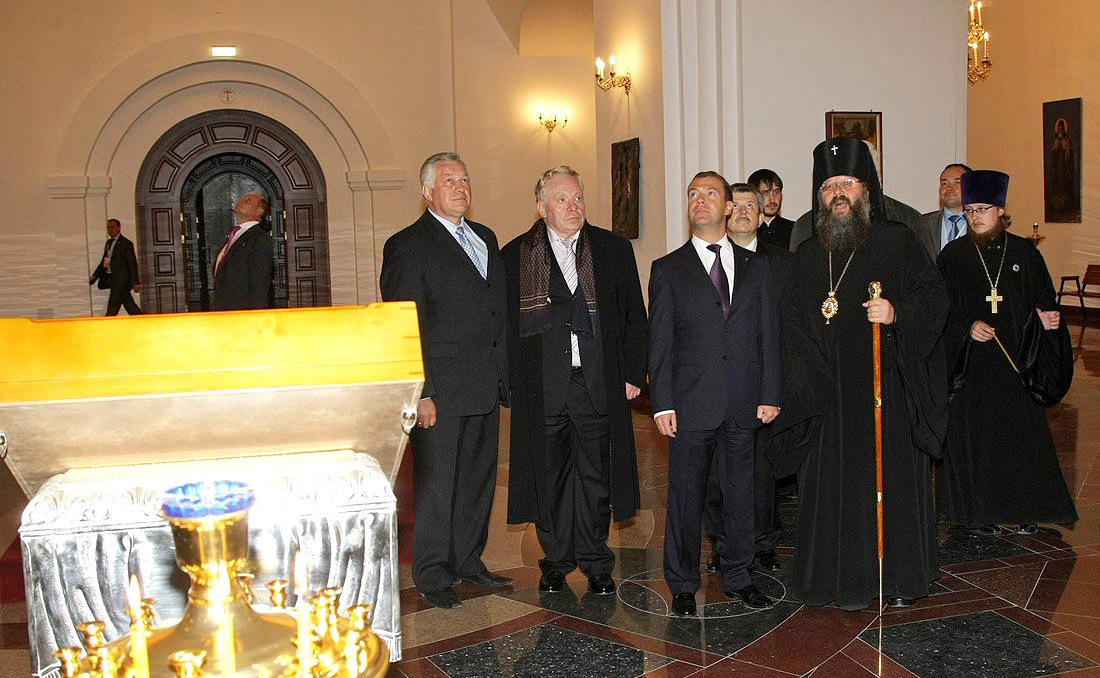
Dmitry Medvedev in de kathedraal tijdens de millenniumviering van Jaroslavl

## Geschiedenis
De geschiedenis van het eerste kerkgebouw van steen in Jaroslavl begint in 1215, toen grootvorst Vladimir Constantijn Wsevolodowitsj opdracht gaf tot de bouw. De kerk werd in 1219 gewijd door bisschop Kyrill op het feest van de Ontslapenis van de Moeder Gods. In tegenstelling tot de meeste kerken in het noordoosten van Rusland werd de kerk opgetrokken uit baksteen en de gevel met witte steen gedecoreerd.
In het jaar 1501 brak er brand uit en werd de kathedraal zwaar beschadigd. De wederopbouw werd in 1516 voltooid. In het jaar 1642 was men voornemens de oude kathedraal te vervangen door nieuwbouw. Enkele jaren later, in 1649, werd ten slotte een 55 meter hoge klokkentoren ingewijd.
Een grote brand in 1670 legde de kathedraal opnieuw in de as, echter al binnen enkele jaren werd de kerk in byzantijnse stijl herbouwd. Het interieur werd van 1671-1674 beschilderd. In de volgende twee eeuwen zou het gebouw meerdere verbouwingen ondergaan, zo ook in 1788 toen het bisdom naar Jaroslavl werd verplaatst. De Russische architect Avraam Ivanowitsj Melnikov ontwierp in de 19e eeuw een nieuwe klokkentoren. De bouw daarvan vond plaats in de jaren 1832-1836 en in 1844 werd de koepel van de toren verguld.

## Sovjetperiode
In de 20e eeuw werd de kathedraal tijdens de opstand van Jaroslavl tegen de bolsjewieken zwaar beschadigd. De kerk werd echter tot 1924 deels weer gerenoveerd. De kathedraal werd in 1929 definitief gesloten voor religieuze vieringen. Van 1930 tot de afbraak in 1937 werd de kerk gebruikt voor de opslag van graan. Op 26 augustus 1937 werd de kathedraal opgeblazen om plaats te maken voor een stadspark.

## Herbouw
In 2004 ving men aan met de reconstructie van de kathedraal. Tijdens het jubileumfeest van de stad Jaroslavl vond de wijding van de herbouwde kathedraal plaats door patriarch Kirill op 12 september 2010.

## Architectuur
De Kathedraal van de Ontslapenis van de Moeder Gods is een vierkante centraalbouw met vijf koepels. De kathedraal heeft een vloeroppervlak van 2.000 m² en biedt plaats aan 4.000 gelovigen. De hoogte van het gebouw is 50 meter, de vrijstaande klokkentoren is 70 meter hoog.